# ルイ・デジレ・ベゾッツィ
ルイ・デジレ・ベゾッツィ（Louis Désiré Besozzi、1814年4月3日 - 1879年11月11日）は、フランスのピアニスト、オルガニスト、作曲家。彼は伝統的な吹奏楽の音楽家の家系の4代目であったが、主に作曲を行ったのはピアノ曲と合唱曲であり、4巻にわたる合唱のための練習曲集も遺している。

## 生涯
ベゾッツィはイタリアの芸術家の一家に生まれた。一家の多くはトリノ、ナポリ、ドレスデンにおいて器楽奏者として名声を博していた。ベゾッツィの高祖父のジュゼッペ・ベゾッツィはパルマのオーボエ奏者だった。曾祖父のガエターノ・ベゾッツィははじめはナポリの宮廷で、その後ヴェルサイユの教会のオーボエ奏者を務め、祖父のジローラモ・ベゾッツィはフランス国王の宮廷オーボエ奏者だった。そして父のヘンリ・ベゾッツィはオペラ＝コミック座のフルート奏者だった。ベゾッツィは1825年7月18日にパリ音楽院に入学し、オーギュスト・バルベローにピアノを、ジャン＝フランソワ・ル・スュールに作曲を師事した。
ベゾッツィは1831年からフェルディナンド・ガッセの後任として音楽院でソルフェージュの講座を受け持ち、その後ルイス・ニーデルマイヤーの『古典、宗教音楽学校 Ecole de musique classique et religieuse』でピアノ教師となる。この職は1865年にサン＝サーンスが引き継いでいる。彼は音楽院で何度も賞を受賞しているが、1837年にはローマ大賞を受賞したことで在ローマ・フランス・アカデミーへと赴いて学ぶことになった。アカデミーではドミニク・アングル、シャルル・グノー、ドミニク・パプティら他に出会っている。彼は後年、大衆音楽を指導することとorfeónic協会の発展のために身を捧げ、協会のために「ソルフェージュ、練習曲と学習法 Solfèges, des exercices et des méthodes d'apprentissage」を記した。
1852年、ベゾッツィはパリのサン＝ヴァンサン＝ド＝ポール教会へアリスティド・カヴァイエ＝コルが1845年に設置したオルガンをルイ・ブライユから引き継いだ。彼は1852年1月26日に行われたこの壮麗なオルガンの除幕式典へ出席していたが、彼自身のオルガニストとしてのキャリアは華々しい物とはならなかった。幾人かの候補者の中からヨハン・ペーター・カヴァッロが選ばれた。
ベゾッツィはパリに没した。

## 主要作品
- 12の性格的練習曲集 Op.19
- L'Hymne du Matin